# Euthydème II
Euthydème II est un roi gréco-bactrien ayant régné d'environ 180 à 171 av. J.-C.

## Biographie
Il est probablement un fils de Démétrios Ier. Il règne uniquement sur la Bactriane. Il devient roi vers 180 av. J.-C., soit après la mort de son père, soit comme co-roi avec lui. Ses pièces de monnaie l'associent étroitement avec le roi Agathocle, mais leur relation reste incertaine. Euthydème II est représenté comme un très jeune garçon sur ses pièces, ce qui laisse supposer qu'il soit mort très jeune.

## Technologie du cupro-nickel

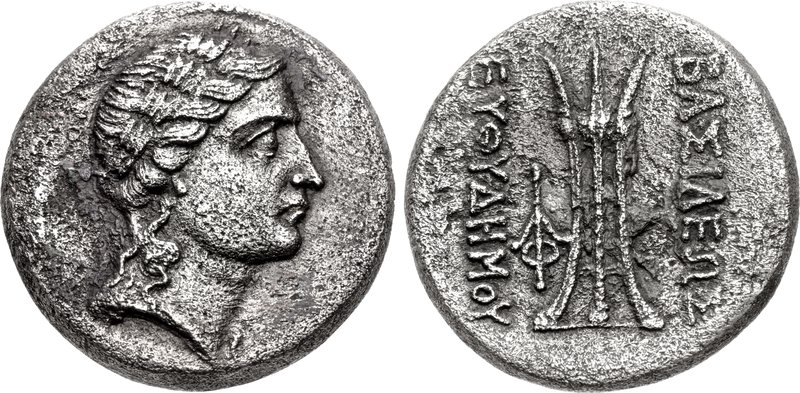
Monnaie en cupro-nickel d'Euthydemus II. Apollo et Tripode.

Euthydème II, Pantaléon et Agathocle sont les seuls rois de l'Antiquité à avoir frappé des monnaies de cupro-nickel. La température de fonte étant trop élevée pour les fourneaux de l'époque, ces pièces sont particulièrement poreuses Cette similitude sur le plan de la technologie de fonte permet de placer ces trois rois gréco-bactriens dans la même période historique.